# NGC 5972
NGC 5972 ist eine linsenförmige Galaxie mit aktivem Galaxienkern vom Hubble-Typ S0/a im Sternbild Serpens Caput nördlich des Himmelsäquators. Sie ist schätzungsweise 402 Millionen Lichtjahre von der Milchstraße entfernt und hat einen Durchmesser von etwa 120.000 Lj.
Im selben Himmelsareal befinden sich u. a. die Galaxien NGC 5962, NGC 5977, IC 1130.
Das Objekt wurde am 29. Juni 1880 von Édouard Jean-Marie Stephan mit einem 80-cm-Foucault-Reflektor am Observatoire de Marseille entdeckt.